# Estadio de Kégué
El Estadio de Kégué (en francés: Stade de Kégué) es un estadio de usos múltiples en Lomé, en el país africano de Togo. Actualmente se utiliza sobre todo para los partidos de fútbol. El estadio tiene capacidad para 30 000 personas y se abrió en el año 2000. El estadio fue la sede principal durante un torneo sub-17 de fútbol en Togo, en marzo de 2007. Durante el torneo, 14 partidos en la 16 ª CAN en Togo, se desarrollaron en este espacio. El 19 de octubre de 2007, la Confederación Africana de Fútbol puso una prohibición indefinida en el estadio después de incidentes en la clasificación para la Copa Africana de Naciones entre Togo y Malí que terminó en violencia, conjugadores de Malí y aficionados heridos.